# Ariete (cantante)
Ariete, seudónimo de Arianna Del Giaccio (Anzio, 27 de marzo de 2002), es una cantautora italiana.

## Biografía
A los ocho años, con la ayuda de una monja, comenzó a tocar la guitarra y después de unos años el piano, tras lo cual empezó a escribir y componer sus primeras piezas. Abiertamente bisexual, en sus canciones habla de relaciones tóxicas, inalcanzables o mal terminadas. Ella es muy activa en política y habla abiertamente de ello en las redes sociales y durante sus conciertos.

### Carrera
A los diecisiete años participó en la decimotercera edición italiana de X Factor, superando las fases iniciales de selección pero siendo eliminada en el Bootcamp. En agosto de 2019 se lanzó en YouTube su primer sencillo Quel bar, distribuido el 15 de noviembre en plataformas de streaming. 01/12 se lanzará en diciembre de 2019. La cantautora firmó entonces contrato con la discográfica Bomba Dischi y en mayo de 2020, en plena cuarentena, lanzó su EP debut Spazio, que vio las canciones Amianto y Pillole certificadas como disco de oro.
El 16 de septiembre salió el single Tatuaggi en colaboración con Psicologi, certificado platino, mientras que el 11 de noviembre lanzó 18 anni, un single que anticipa el EP del mismo nombre lanzado el 3 de diciembre, que contiene la canción Mille guerre que fue certificada como oro. En diciembre colabora con Sir Prodige para el single Aries.
Durante 2021 cantó en colaboración en canciones de Alfa, Novelo, Tauro Boys, Bnkr44 y Rkomi, obteniendo un disco de platino con este último por el tema Diecimilavoci. El 26 de abril del mismo año se lanzó la primera colección del artista, publicada exclusivamente en formato vinilo.
El 3 de mayo lanzó el single L'ultima notte, también utilizado como publicidad de Cornetto Algida y certificado triple platino. A principios de 2022 colabora con Tenth Sky para Capelli blu, con Sick Luke y Mecna para Il giorno più triste del mondo en el álbum X2 . El 25 de febrero de 2022 lanzó su primer álbum de estudio Specchio, que contiene once canciones, con la participación de Franco126 en el tema Fragili y Madame en el tema Cicatrici, posteriormente certificado oro. Le precedieron los sencillos L, certificado oro, y Club. El álbum debutó en el cuarto lugar en el FIMI Album Chart. También en 2022, la cantante organiza una gira musical por toda Italia, titulada Specchio Tour. En junio de 2022 lanzó el sencillo Tutto (con te).
El 4 de diciembre de 2022 se anunció su participación en el Festival de San Remo 2023 con la canción Mare di guai, una balada en la que habla del final de su relación con su anterior novia. La primera canción en la historia del festival que canta sobre una relación homosexual. La pieza ocupa el puesto decimocuarto. El 19 de mayo de 2023 lanzó el sencillo Un'altra ora, el cual estará en rotación a partir del mismo día de su lanzamiento. El 11 de septiembre se lanzó el single Rumore, incluido junto a los dos singles anteriores en su segundo álbum de estudio La notte, publicado el 22 del mismo mes.
En 2024, con motivo del Concierto del Primero de Mayo, Ariete cantó por primera vez en público su single inédito Ossa rotte, que vio la luz el 3 de mayo siguiente. En el mismo año se embarcó en la gira de verano La notte d'estate, actuando en siete ciudades italianas, incluidas Milán, Nápoles, Palermo y Roma.

## Discografía

### Álbumes de estudio
- 2022 – Specchio
- 2023 – La notte

### Colecciones
- 2021 – Ariete

## Giras
- 2021 – Ariete in Tour/Estate 2021[18]
- 2022 – Ariete - Specchio Tour 2022
- 2023 – Ariete tour 2023
- 2024 – La notte d'estate

## Participación en certámenes de canto
- Festival de San Remo (Rai 1)
  - 2023 – 14.º puesto con Mare di guai